# Coniothyrium crepinianum
Coniothyrium crepinianum är en svampart som beskrevs av Sacc. & Roum. 1884. Coniothyrium crepinianum ingår i släktet Coniothyrium och familjen Leptosphaeriaceae.   Inga underarter finns listade i Catalogue of Life.